# Rhinella lindae
Rhinella lindae es una especie de anfibios de la familia Bufonidae.
Es endémica de Colombia.
Su hábitat natural son los montanos secos.
Está amenazada de extinción.